# IHeartRadio Music Award all'artista dell'anno

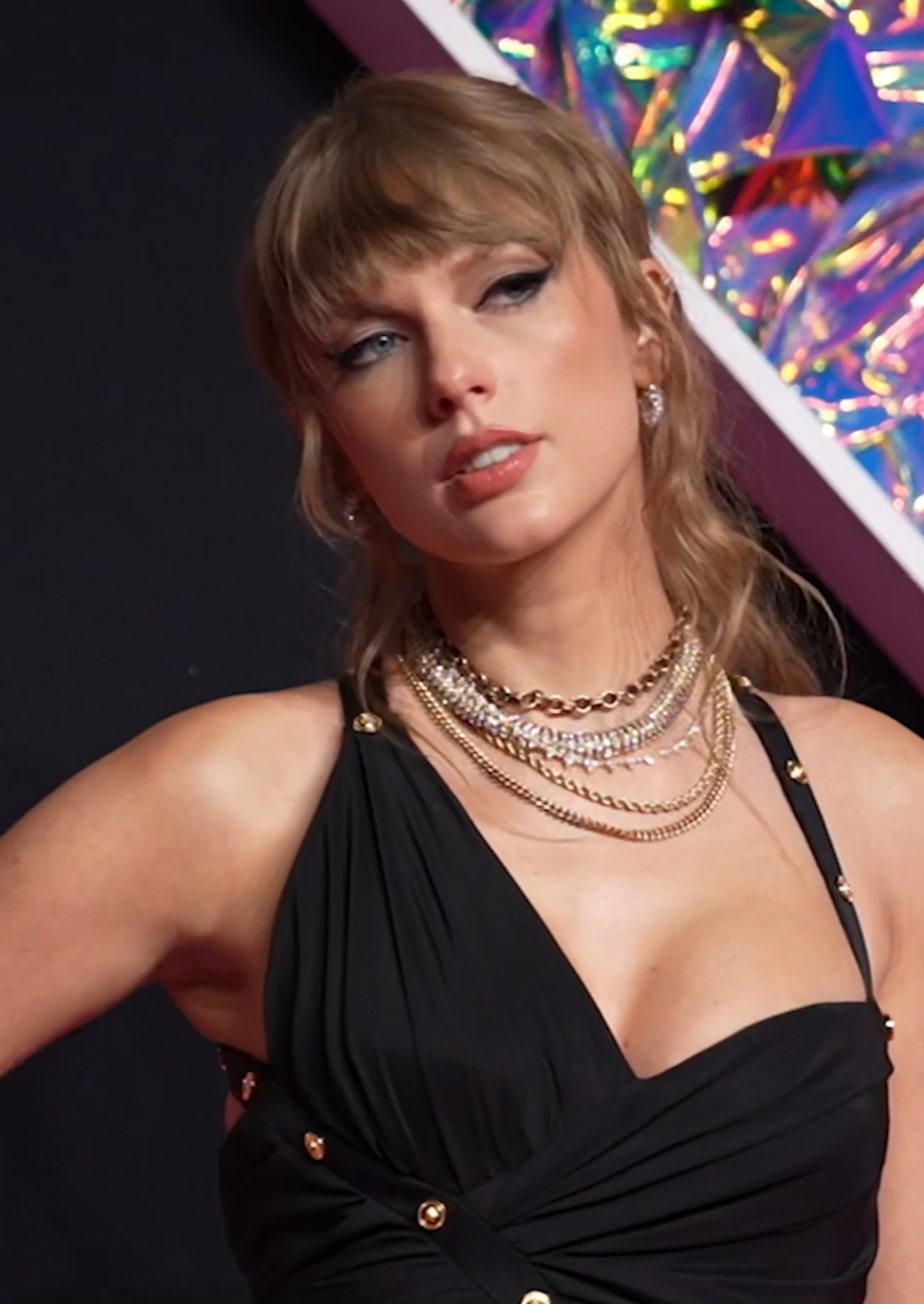
Taylor Swift è la più premiata e con più candidature nella categoria Artista dell'anno.

L'iHeartRadio Music Award all'artista dell'anno (iHeartRadio Music Award for Artist of the Year) è un premio assegnato annualmente a partire dal 2014 nell'ambito degli iHeartRadio Music Awards. Il premio è stato assegnato per la prima volta a Rihanna nel 2014 in occasione della I edizione della cerimonia. Nel periodo compreso tra il 2016 e il 2022 il premio è stato dismesso e sostituito dalle relative categorie associate al genere, suddiviso quindi in Artista maschile dell'anno e Artista femminile dell'anno. Dal 2023 è stata ripristinata l'originaria categoria generale, ora di nuovo nota come Artista dell'anno ed assegnata agli artisti senza distinzione di genere.
Taylor Swift, con tre vittorie e tre candidature, è l'artista più premiata e più candidata in questa categoria.

## Vincitori e candidati
- 2014[1]
  - Rihanna
  - Imagine Dragons
  - Macklemore & Ryan Lewis
  - Kacey Musgraves
- 2015[2]
  - Taylor Swift
  - Iggy Azalea
  - Luke Bryan
  - Ariana Grande
  - Sam Smith
- 2016 – 2022: premio non assegnato e sostituito da Artista maschile dell'anno e Artista femminile dell'anno
- 2023[3]
  - Harry Styles
  - Beyoncé
  - Doja Cat
  - Drake
  - Dua Lipa
  - Jack Harlow
  - Justin Bieber
  - Lizzo
  - Taylor Swift
  - The Weeknd
- 2024[4]
  - Taylor Swift
  - Drake
  - Jelly Roll
  - Luke Combs
  - Miley Cyrus
  - Morgan Wallen
  - Olivia Rodrigo
  - Shakira
  - SZA
  - Usher
- 2025[5][6]
  - Taylor Swift
  - Billie Eilish
  - Doja Cat
  - Jelly Roll
  - Kendrick Lamar
  - Morgan Wallen
  - Post Malone
  - Sabrina Carpenter
  - SZA
  - Teddy Swims

## Primati

### Vittorie
- Taylor Swift – 3 vittorie

### Candidature
- Drake, Doja Cat, Morgan Wallen SZA – 2 candidature